# Rol crítico: La llamada de Netherdeep
Critical Role: Call of the Netherdeep es un módulo de aventuras con temas de heroísmo, dioses, horror submarino y fantasía. Está ambientado en el escenario de la campaña de Exandria y diseñado para la quinta edición del juego de rol Dungeons & Dragons . El juego de rol consiste en contar historias en mundos de espada y brujería. Al igual que en los juegos de niños en los que se finge ser personajes ficticios, el motor de D&D es la imaginación y tiene oportunidades ilimitadas de cómo se lleva a cabo. No hay una línea del tiempo o de sucesos fija, ya que cada campaña depende de la forma de narrarla del Amo del calabozo] o la manera que deciden actuar los jugadores.
Dicho modulo fue publicado por Wizards of the Coast y lanzado el 15 de marzo de 2022. 

## Resumen
Este módulo de aventuras está diseñado para llevar a los personajes jugadores del nivel 3 al 12.  Se considera que la historia de Call of the Netherdeep coincide con la segunda campaña de Critical Role ; sin embargo, los Dungeon Masters o Amos de calabozo puede ajustar la línea de tiempo cuando sea necesario, ya que depende de la estrategia y manera que la historia sea abordada. Además, cada Amo de calabozo tiene la libertad de elegir que tan fiel le va a ser al módulo original o que tanto contenido original quiere agregarle a la historia.
El módulo comienza en Jigow, un pueblo en la región de Wastes de Xhorhas en el continente de Wildemount. Los jugadores pueden explorar todo lo que decidan ver, dentro del pueblo y de camino al proximo destino. Desde allí, los jugadores continuarán a través de Xhorhas hasta la ciudad amurallada de Bazzoxan antes de dirigirse a Ank'Harel, una ciudad en el continente de Marquet.  Se establecen tres facciones en Ank'Harel: la Lealtad de Allsight, el Consorcio del Sueño Vermilion, y la Biblioteca del Alma de Cobalto, y la alineación de las facciones del grupo afectará el rumbo de su misión ya que se sienten atraídos por una región submarina llamada Netherdeep. La manera en la que demuestran su lealtad a las facciones también cambia el rumbo de la campaña. Cada ubicación tiene una mazmorra que los jugadores pueden explorar para cumplir sus objetivos.Las mazmorras pueden durar de una a múltiples sesiones. Si los jugadores deciden explorar todos los cuartos y lugares ocultos las sesiones se pueden extender. 
Además de la clase de cada jugador y sus habilidades especificas, para emprender la exploración de las profundidades marinas, los jugadores deberán adquirir " hechizos u objetos mágicos diseñados para respirar bajo el agua" junto con "objetos elaborados a partir de un mineral único conocido como ruidio" para poder resistir la presión del agua. Los jugadores también tendrán que lidiar con la naturaleza corruptora del ruidium. CBR destacó que Netherdeep es una región "de profunda aflicción y desesperación" y que "sus oscuras y laberínticas profundidades albergan a un Apotheon (o semidiós) encarcelado conocido como Alyxian, quien creó la tumba para mantenerse a sí mismo por razones que los jugadores aventureros deben descubrir por sí solos, las emociones de Alyxian se extienden por las profundidades, dando a toda la región una locura pesada y opresiva y una sensación de desconexión no muy diferente a The Far Realm ".
Además, los personajes jugadores estarán en una carrera contra el reloj porque un grupo rival persigue el mismo conjunto de objetivos que el grupo de jugadores. Dependiendo de cómo los jugadores traten a estos aventureros NPC a lo largo del módulo, este grupo rival puede convertirse en "aliados poderosos o enemigos potentes". Desde el primer encuentro con el grupo rival es posible ganar o perder su amistad. El destino de ser los héroes y obtener uno de los Vestiges of Divergence depende de quien salga ganador en uno de los primeros eventos decisivos de la campaña La historia tiene múltiples finales potenciales, tanto buenos como malos, según las decisiones que tomen los jugadores a lo largo de la aventura.

## Historial de la publicación
El nuevo módulo de aventuras se anunció el 12 de octubre de 2021. Es el primer libro de aventuras dedicado al escenario de Exandria y es el segundo libro de colaboración entre Wizards of the Coast y Critical Role Productions . El libro fue lanzado el 15 de marzo de 2022 en Estados Unidos. Sin embargo, el lanzamiento europeo se retrasó hasta el 5 de abril de 2022 debido a retrasos en el envío . El libro también está disponible como producto digital a través de licenciatarios de Wizards of the Coast como D&D Beyond, Fantasy Grounds y Roll20 .

### Desarrollo
Matthew Mercer, James J. Haeck y Christopher Perkins estuvieron a cargo del diseño del libro. Mercer se inspiró en la Fosa de las Marianas y otros "espacios desconocidos, profundos y sin luz". Sobre el desarrollo del libro, Perkins afirmó que estaba "en el proceso final" de la creación del libro. Destacó que:
Todos los ritmos de la historia, los grandes puntos de la trama y los escenarios fueron creados por Matt Mercer, y básicamente le entregó su esquema y todas sus notas a Joey. Los dos ejecutaron la historia, desarrollaron las ubicaciones y crearon el bestiario monstruoso con sus escritores independientes. Todo eso lo dejaron caer sobre mi escritorio y básicamente dijeron: "Toma, haz de esto un libro, por favor". [...] En una aventura de Wizards of the Coast, nos centramos en el personaje hasta cierto punto. [...] Pero en una aventura de Critical Role, creo que esperas aún más profundidad y más interacción entre los personajes. Entonces, gran parte de la escritura de este producto se centró en el desarrollo del personaje.
La portada del libro, del artista Minttu Hynninen, presenta a los cinco personajes del partido rival. Sobre la inclusión de aventureros rivales en el módulo, Mercer dijo: "Me encanta la idea de que el grupo se dé cuenta de que no son los únicos aventureros que existen. De repente entienden que si no van a dar un paso al frente y responder La llamada del destino y esperan demasiado, alguien más aprovechará la oportunidad [...] ¿Vas a intentar superar a tus rivales, detenerlos en seco o hacerte amigo de ellos? Hay muchas maneras diferentes de desarrollar esta narrativa". Christian Hoffer, para ComicBook.com, destacó que el grupo aventurero rival "subirá de nivel a medida que lo hagan los jugadores, adquiriendo nuevas habilidades y cambiando para coincidir con los personajes del jugador a medida que avanzan en la aventura. Esta es una mecánica nueva para D&D 5E, aunque Strixhaven: A Curriculum of Chaos presentaba bloques de estadísticas de NPC que podrían usarse de manera similar a medida que los estudiantes de Strixhaven progresaban en sus cuatro años de universidad".

## Productos relacionados

### Rol critico
Critical Role es una serie web estadounidense en la que un grupo de actores de doblaje profesionales interpretan Dungeons & Dragons con Mercer como el Dungeon Master y creador del mundo Exandria. Se han creado una serie de obras con licencia basadas en el programa, como Critical Role: Tal'Dorei Campaign Set (2017) y The Legend of Vox Machina (2022). La manera en la que se juega este módulo está inspirado en la campaña de Call of the Netherdeep que presentan en su serie web.

### Guía del explorador de Wildemount
Explorer's Guide to Wildemount Archivado el 26 de enero de 2021 en Wayback Machine. (2020) es un libro de consulta que detalla el continente de Wildemount desde el escenario de la campaña Critical Role para la quinta edición de Dungeons & Dragons . A diferencia del Rol crítico: Escenario de campaña de Tal'Dorei, este libro de consulta se considera material "oficial" de Dungeons & Dragons ya que fue publicado por Wizards of the Coast . Wildemount fue diseñado con una influencia de Europa del Este; específicamente, el Imperio Dwendalian se inspiró en la Rusia y Prusia del siglo XV, Xhorhas en la Rumania del siglo XIII y los bordes en la España del siglo XIV.

### Liga de Aventureros de Dragones y mazmorras
Tanto Call of the Netherdeep como Explorer's Guide to Wildemount se adaptaron para jugar en la D&D Adventurers League tras el lanzamiento de Call of the Netherdeep . En marzo de 2022, Baldman Games, licenciatario de Wizards of the Coast, comenzó a ejecutar una campaña adaptada con boleto que presenta Call of the Netherdeep que divide el libro en segmentos de cuatro horas para juego digital. Polygon informó que "los jugadores se registrarán para experimentarlos en secuencia, sentándose a jugar cada vez con un grupo de jugadores completamente diferente. El progreso de los personajes, incluida la subida de nivel y el botín, se trasladará. El resultado es un juego de D&D que no es "No son tan abiertos como los que puedes jugar en casa. No se anima a los jugadores a desviarse de la historia principal".Sin embargo, si los jugadores o el Dungeon Master lo desean pueden jugar en otro tipo de formato y desviarse de la historia principal sin perder lo importante de la historia o los puntos clave.

## Recepción
En la "Semana de libros más vendidos de Publishers Weekly que finaliza el 19 de marzo de 2022", Call of the Netherdeep ocupó el puesto número 5 en "No ficción de tapa dura" con 9 647 unidades vendidas. En la "Lista de libros más vendidos del 20 de marzo de 2022" de USA Today, Call of the Netherdeep ocupó el puesto 50.
Ed Fortune, de Starburst, calificó Call of the Netherdeep con un 4/5; escribió que el módulo "formaliza un viejo tropo de D&D, el grupo rival. Esto está muy bien hecho, ya que los rivales no son exactamente villanos (por lo que tu grupo no puede simplemente masacrarlos) y permite que el DM arroje algo cuando hay una pausa en la acción [...] La aventura en sí es una agradable mezcla de misterio antiguo, horror cósmico y exploración submarina [...] A diferencia de otros libros de aventuras de D&D, Call of the Netherdeep encuentra el equilibrio entre un mundo abierto y hacer que tus jugadores se involucren en la historia. No es tan limitado como, por ejemplo, Tyranny of Dragons, pero tampoco es un libro pseudo-escenario como Icewind Dale ". Fortune destacó que, si bien el libro se corresponde con los libros de configuración de Exandria, Explorer's Guide to Wildemount (2020) y Tal'Dorei Campaign Set Reborn (2022), un posible Dungeon Master solo necesitará las reglas básicas y el módulo de aventuras en sí para ejecutar la campaña. ; El módulo tampoco requiere familiaridad con el programa Critical Role .Solo se necesita el libro para crear una campaña basada en este módulo.
Chris de Hoog, de CGMagazine, calificó Call of the Netherdeep con un 9/10; Precedió su reseña con la afirmación de que sólo tiene un "conocimiento pasajero" de Critical Role . de Hoog escribió que "la aventura en sí se siente un poco más prescrita, tratando de tomarte de la mano más que aventuras recientes como Wild Beyond the Witchlight . [...] El enfrentamiento culminante es una de las mejores aproximaciones al final multifacético de un videojuego". jefe de fase que he visto traducido a D&D hasta ahora [...] Critical Role representa el pináculo de lo que puede ser un juego bueno y divertido de Dungeons & Dragons, por lo que es apropiado que Call of the Netherdeep también sea un libro de consulta estándar. ". de Hoog destacó que hay varios finales diferentes posibles que dependen "del destino de Apotheon y de la inversión del grupo en el mundo real en Exandria" y que estos diferentes finales "incluso ayudarían a establecer una campaña de seguimiento". Tambien señalo que no hay una "portada alternativa para Call of the Netherdeep . La direccion de arte a lo largo del libro es fantastica, con un motivo de estilo ruidium, mapas detallados y abundante arte de personajes, por lo que es casi una pena que no lo hayamos hecho. "No conseguiremos una cobertura premium a la altura, pero esto es una pequeña objeción".
David Smith, de Kotaku Australia, llamó a Call of the Netherdeep "una pequeña gran aventura" y que es una "campaña de montaña rusa" con un ritmo rápido que atrae a los jugadores sin importar su nivel de interés en los juegos de rol. Smith escribió que si bien la aventura podría ser una "experiencia de D&D con espada y tablero de Roll For Initiative", el módulo también está "diseñado para ofrecer el equivalente cerebral, convirtiendo las conversaciones en justas cargadas. Con el público adecuado, parece que sería un gran (aunque a veces sombrío) viaje hacia el tipo de horror que dominó la segunda mitad de la Campaña 2 de CR . Para los fanáticos del programa, es quizás lo más cercano a descubrir los orígenes de Exandria que ha llegado a Mercer hasta la fecha. The Netherdeep está inmerso en la historia de The Calamity, un evento catastrófico en el que el panteón exandriano estalló en una guerra civil que puso al mundo entero en peligro". Smith también comentó que los secretos de la segunda luna, Ruidus, habían enviado previamente a los "creadores de teorías de Critical Role a la madriguera del conejo", especialmente porque "Ruidus ocupa un lugar preponderante en la historia de la Campaña 3 "; este libro "ataca esas teorías con un canon duro y frío de una manera que el campañas anteriores nunca lo hicieron".
Chris Stevenson, en la revisión de Strange Assembly, destacó tres componentes clave del módulo: el primero es "la forma en que tratas a las personas importa". Sí, Call of the Netherdeep es una campaña de D&D y, sí, tiene peleas épicas. Pero también es una campaña. de relaciones, empatía y crecimiento personal (o la falta de ellos, dependiendo de cómo quieras jugarlo) de principio a fin, estas cosas tendrán un impacto significativo en la campaña, tanto en los personajes como en el mundo que los rodea. ] En segundo lugar, la decisión importa". El tercer componente es la inconstancia del destino; "Las elecciones de los personajes importan. Hay más de una forma en que esto puede suceder". Stevenson escribió que este módulo demuestra que es posible realizar una campaña épica sin alcanzar el nivel 20. Comentaron que "como muchos contenidos recientes de 5E, este no te va a satisfacer el deseo de un recorrido por mazmorras de la vieja escuela. Pero si quieres una campaña realmente significativa desde el punto de vista emocional, sin que el DM tenga que improvisar cada parte de las redes sociales, cosas, es difícil de superar".
Dan Arndt, en la reseña de The Fandomentals, afirmó que no tiene experiencia con los medios de Critical Role fuera de los libros de consulta. Arndt destacó que el tema principal de la campaña es qué hace a un héroe y cómo impacta el mundo que lo rodea; "Aunque tengo mis quejas con Exandria y Wildemount en particular, la aventura realmente terminó convenciéndome a medida que pasó el tiempo. Hay algunos conceptos fascinantes en juego aquí". Comentó que Ank'Harel es "donde finalmente vemos que las cosas se alejan de la fantasía medieval estándar de Wildemount". Arndt escribió que la ubicación de Netherdeep que contiene el Apotheon es "un poco" lovecraftiana : "en lugar de una simple pelea contra un jefe, viajas a través de los recuerdos del Apotheon, también conocido como Alyxian, a medida que su viaje pasa de ser un hijo del destino a un héroe con problemas para un prisionero derrotado que anhela la libertad. Todas las batallas involucran monstruos y manifestaciones de estos recuerdos, y al final te enfrentas no solo a Alyxian sino a su propia imagen.